# Schwerzenbach
Schwerzenbach es una comuna suiza del cantón de Zúrich, situada en el distrito de Uster. Limita al noreste con la comuna de Volketswil, al sureste con Greifensee, al suroeste con Fällanden y al noroeste con Dübendorf.